# David Reagan

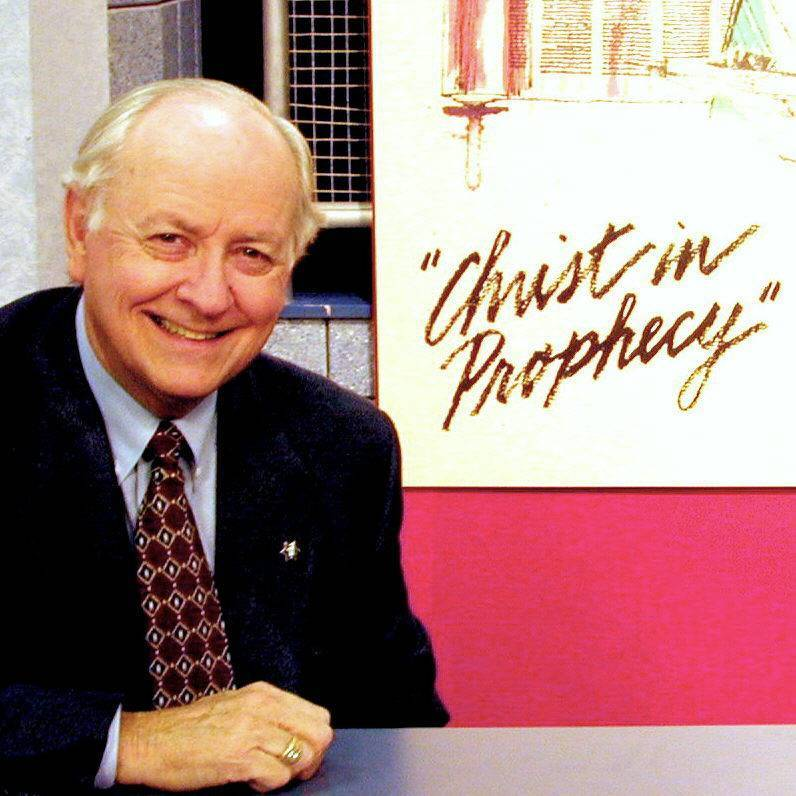
David Reagan

David R. Reagan är en amerikansk TV-predikant och författare. Reagan är direktör för Lamb & Lion Ministries som han grundade 1980. Lamb & Lion publicerar producerar TV-programmet Christ in Prophecy med Reagan som programledare och ger ut en tidskrift, artiklar och böcker. Reagans fokus är på kristen eskatologi och budskapet att Kristi återkomst är nära förestående.